# Ночной общественный транспорт Москвы
Ночно́й обще́ственный тра́нспорт в Москве́ — транспортная система в Москве, предусматривающая движение автобусов и электробусов в ночное время по специальным маршрутам. Часть ночных маршрутов совпадает с дневными, часть является продлённой версией дневных, часть — существует только ночью.
Ночные маршруты работают преимущественно с 1:00 до 5:30, когда не работают дневные маршруты, а также метрополитен; часть маршрутов начинает работать раньше; существуют круглосуточные маршруты общественного наземного транспорта. Интервал движения составляет 15 минут на маршруте Б и 30 минут на остальных. Являются важной альтернативой такси. Все остановки ночных маршрутов по ходу движения работают в режиме «по требованию».
Перевозчиком является ГУП «Мосгортранс». Цена проезда и виды проездных документов не отличаются от проезда днём.
Также по праздникам часть дневных маршрутов продлевается до двух—трёх часов ночи, об этом сообщается отдельными объявлениями.

## История
Первый раз экспериментальные ночные маршруты в Москве были введены 24 декабря 2004 года. Были назначены 5 маршрутов:
- 1н[5] «Каширское шоссе, 148 — Серпуховская площадь»
- 2н[6] «Садовое кольцо» (против часовой стрелки), конечная «Курский вокзал»
- 3н[7] «Садовое кольцо» (по часовой стрелке), конечная «Смоленский бульвар»
- 4н[8] «ВДНХ (южная) — Лубянская площадь»
- 5н[9] «4-й Западный проезд — Площадь Тверская Застава»

Работали с 1:00 до 5:30, действовали только отдельные проездные билеты, приобретавшиеся у кондуктора, с зональной системой оплаты. Но в связи с нерентабельностью маршруты стали отменяться. 20 апреля 2005 года был отменён 4н, 2 июля 2006 года отменены 1н и 3н, 7 июля 2006 года укорочен 5н, а 15 августа 2006 года отменены оба оставшиеся маршрута 2н и 5н. Оказалось, что спустя 1,5 года этот эксперимент себя не оправдал.
Ранее, кроме маршрутов ГУП «Мосгортранс», ночью работал областной маршрут коммерческого автобуса № 308 в аэропорт Домодедово, обслуживавшийся ООО «Авто-Роуд», на котором действовал тариф 120 рублей. По состоянию на 2022 год предприятие закрыто. По данным МТДИ Московской области, работал исключительно дневной маршрут № 308, обслуживаемый ООО «Домтрансавто».

## Современные ночные маршруты
В 2013 году было решено снова вводить ночные маршруты в Москве. Начата проработка круглосуточной магистральной сети по поручению Сергея Собянина. Первые 4 маршрута были введены с 30—31 августа 2013 года. Предпосылками их ввода названы обращения граждан и необходимость связи периферии города с его центром на выбранных направлениях. Планировался пассажиропоток 1—1,5 тыс. пассажиров в сутки в ночное время при 25-30 автобусах, обслуживающих маршруты. Назначен новый маршрут автобуса № н1 «Озёрная улица — Аэропорт Шереметьево» длиной 52 км, переведены на круглосуточную работу три дневных маршрута троллейбуса № 15, Б (Бч) и Бк, переведён на круглосуточную работу один маршрут трамвая № 3, при этом в ночное время он продлён на юг до ул. Академика Янгеля.
В связи с капитальным ремонтом трамвайных путей на разных участках ночной маршрут трамвая № 3 подвергался изменениям. С 14 сентября 2013 года он был перенаправлен к метро «Пролетарская» вместо метро «Чистые пруды». Отдельными ночами трамвай стал заменяться на временный автобус 3н (не путать с новым н3) по примерно той же трассе. С 6 октября 2013 года ночной трамвай был заменён на автобус 3н на длительный срок до окончания ремонта 12 января 2014 года. 8 декабря автобусу возвращена первоначальная трасса до метро «Чистые пруды». Трамвай при ремонтах продолжает заменяться автобусом и далее в отдельные дни.
С 13 декабря 2013 года введена вторая порция ночных маршрутов, но работающих только в ночь на выходные и праздничные дни. Это два новых автобусных маршрута № н2 «Беловежская улица — Лубянская площадь» и № н3 «Уссурийская улица — Лубянская площадь» и перевод на круглосуточную работу в эти двое суток одного маршрута троллейбуса 63. В частности, с 1 по 8 января 2014 года эти маршруты работали каждую ночь.
С 16—17 декабря 2013 года в связи с ремонтом Октябрьского тоннеля на Садовом кольце на полтора года ночные троллейбусы № Б (Бч) и Бк заменены на автобусы того же маршрута. Несколькими днями ранее предполагалось пустить один из маршрутов только по части Садового кольца, а другой — отменить. За полтора месяца до этого с 28 октября по 22 ноября при ремонте этого же тоннеля оба ночных маршрута отменялись совсем.
В некоторые дни в связи с ремонтными работами происходила временная отмена ночного курсирования троллейбусов № 15, 63 с заменой их в это время автобусами № 15н, 63н, 63т.

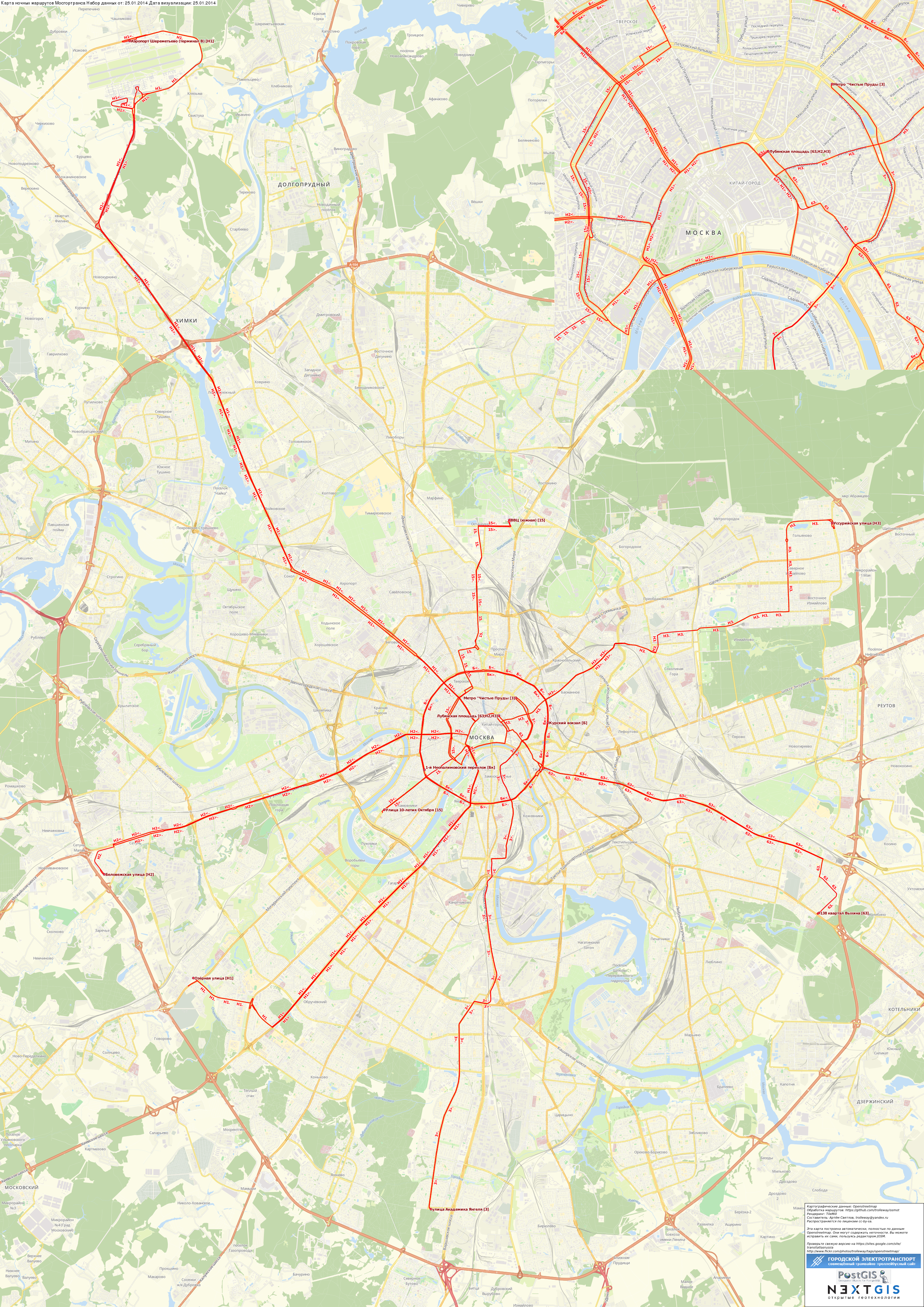
Схема ночных маршрутов ГУП «Мосгортранс» по состоянию на 25 января 2014 года

С 11 июня 2014 года маршрут троллейбуса № 63 стал круглосуточным по всем дням недели.
С 18 июня 2014 года автобусу № н1 организован заезд на Лубянскую площадь при движении к Озёрной улице (дополнительная остановка «Лубянская площадь» на Политехническом проезде, совмещённая с одноимённой остановкой ночного автобуса № н2).
С 4 июля 2014 года в связи с реконструкцией улиц Маросейка и Покровка маршрут автобуса № н3 был закрыт, но с 25 июля восстановлен по временной трассе. Прежняя трасса маршрута была восстановлена 29 августа.
С 1 августа 2014 года ночью троллейбус № 63 заменён на автобус № 63т на длительное время (без указания даты окончания ремонтных работ) в связи с реконструкцией Рязанского проспекта.
Летом 2014 года временная замена ночного трамвая № 3 на автобус № 3н по будням в связи с ремонтными работами была продлена несколько раз, став сначала по всем дням недели, а в итоге с осени 2014 — без указания даты окончания ремонтных работ. Трамвай восстановлен с 18 апреля 2015 года.
С 14 марта 2015 года изменение времени работы существующего маршрута № МЦ1 « Аннино — ММЦ УФМС» анонсировано, как круглосуточное, но при этом перерыв в ночное время составлял около 3 часов. При этом на маршруте продолжали действовать более дорогие билеты по 150 рублей.

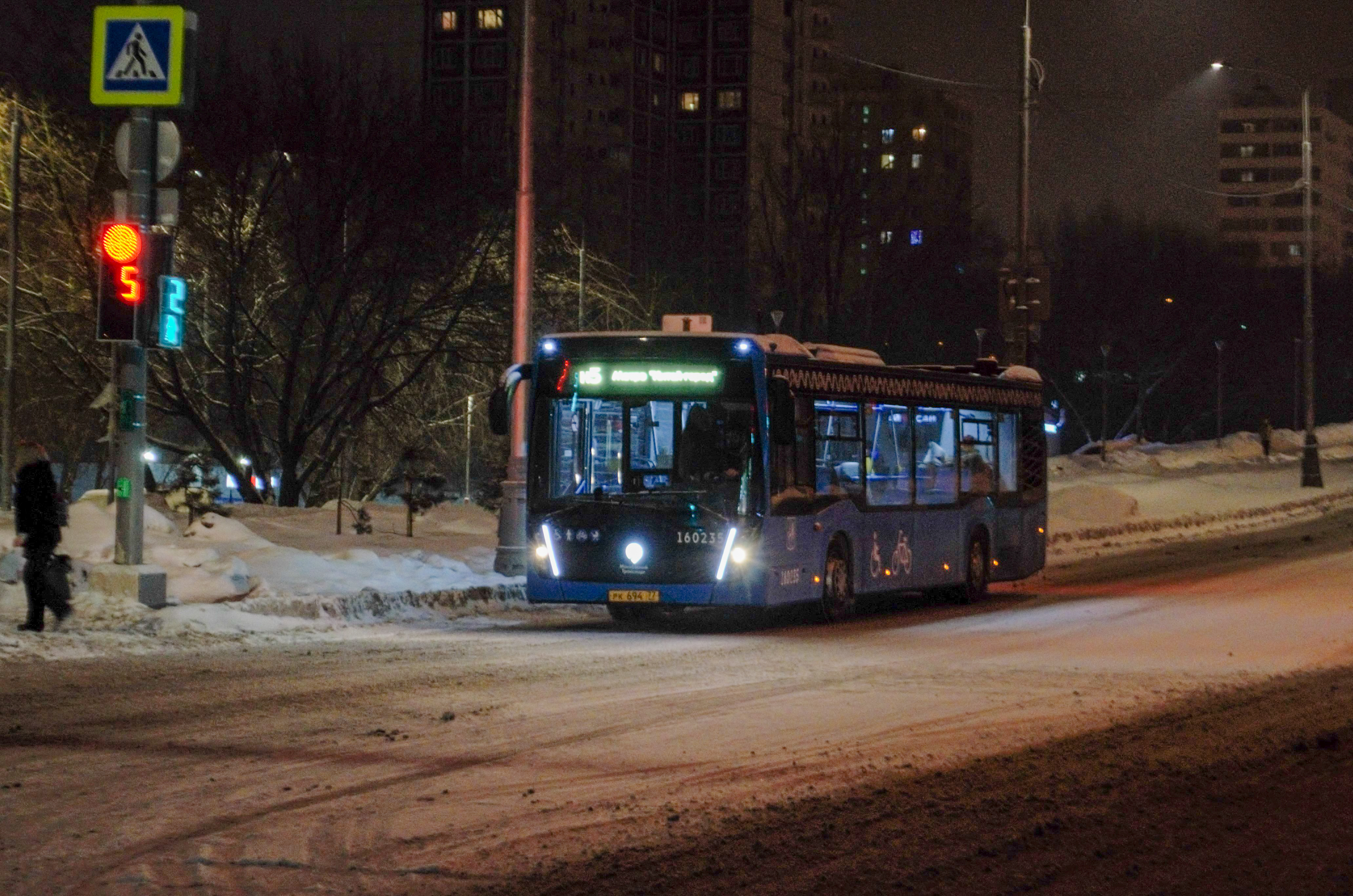
НефАЗ-5299 на маршруте № н5 в районе Зябликово 1 января 2022 года

В ночь с 27 на 28 марта 2015 года были введены 3 новых ночных маршрута автобуса: № н4 «Новокосино — Лубянская площадь», № н5 «Каширское шоссе, 148 — Лубянская площадь» и № н6 «Осташковская улица — Лубянская площадь». Данные маршруты введены по результатам опроса москвичей на портале «Активный гражданин» ‒ реализованы те направления, которые собрали большинство голосов. С этой же ночи маршруты № н2, н3 переведены на работу каждую ночь вместо только выходных. После этого запуска около 25 % жилых зон Москвы охвачено ночным городским транспортом.
В ночь с 30 на 31 мая 2015 года с окончанием ремонта возвращены ночные троллейбусы № Б (Бч) и Бк, полутора годами ранее заменённые компенсирующими автобусами.
2 мая 2016 года в рамках сокращения троллейбусной сети в центре города круглосуточный троллейбус № 15 заменён на автобус № т15 по аналогичной трассе. 13 мая 2017 года номер автобуса заменён на № 15.
С 8 октября 2016 года в результате введения 1 этапа проекта Магистраль автобусные маршруты № н1—н6 стали прибывать к южному выходу станции метро «Китай-город». Троллейбус № 63 получил новый № м7.
17 июня 2017 года троллейбус № м7 заменён автобусом.
7 октября 2017 года из круглосуточного маршрута № м7 выделена ночная версия, получившая номер № н7, следующая по всем остановкам (большинство по требованию) в отличие от нового полуэкспрессного дневного № м7. Также в этот день скорректирована трасса автобуса № н6. Также скорректирована трасса автобуса № н1, конечная перенесена к терминалу F аэропорта Шереметьево.
1 июля 2018 года маршрут автобуса № м10 сети Магистраль стал круглосуточным.
18 августа 2018 года маршрут № н1 был укорочен до  Китай-город. Был запущен маршрут № н11 «Аэропорт Внуково —  Китай-город».
5 августа 2019 года были запущены маршруты № н8 «Остафьевская улица —  Китай-город» и № н9 «6-й микрорайон Бибирева —  Китай-город». Также был скорректирован маршрут № н6: от  ВДНХ автобусы следуют через улицы Академика Королёва, Новомосковскую и Шереметьевскую;  Марьина Роща,  Достоевская,  Цветной бульвар и  Трубная — по исключённому участку маршрута № н6 теперь следуют автобусы маршрута № н9. Одновременно с этим было отменено ночное движение по маршрутам автобуса № 15 и трамвая № 3, дублирующими автобусными маршрутами № н6, н8 соответственно.
13 января 2020 года маршрут № н3 начал обслуживаться электробусами, а 22 января был полностью переведён на них, став первым ночным электробусным маршрутом.
15 ноября 2020 года были запущены маршруты № н12 «4-й микрорайон Митина —  Китай-город» и № н13 «6-й микрорайон Загорья —  Китай-город». Новые маршруты отправляются от  Китай-город каждые 15 и 45 минуты часа, что позволило сократить ночной интервал движения на участках  Сокол —  Китай-город —  Таганская до 15 минут.
26 июня 2021 года был запущен маршрут № н15 «Восточный вокзал —  Китай-город». Также был скорректирован маршрут № н3: от  Бауманская электробусы следуют по Старой Басманной улице — по исключённому участку маршрута № н3 теперь следуют автобусы маршрута № н15.
7 августа 2021 года маршрут № н4 переведён на обслуживание электробусами.
20 ноября 2021 года маршрут № н13 стал заезжать к  Царицыно, а маршрут № м10 получил новый № м40.
18 декабря 2021 года на маршруте № н13 введён короткий рейс к первому поезду метро.
30 декабря 2021 года маршрут № н1 перестал останавливаться у терминала F аэропорта Шереметьево.
19 марта 2022 года маршрут № н11 стал следовать прямой трассой у  Юго-Западная.
12 июля 2022 года маршрут № н12 переведён на обслуживание электробусами.
31 августа 2023 года маршруты № н6, н9 были переведены на электробусы.
30 сентября 2023 года маршрут № н12 был продлён до 8-го микрорайона Митина.
31 августа 2024 года маршрут № н7 был продлён до 2-го микрорайона Жулебина. Из маршрута № м40 выделена ночная версия, получившая номер № н10, которая останавливается в обе стороны на остановках «Нижние Лихоборы» и «Кинотеатр „Комсомолец“». Маршрут № н15 был продлён до площади Соловецких Юнг. Были запущены маршруты № н14 « Молодёжная —  Китай-город» и № н16 «Проезд Карамзина —  Китай-город».
5 октября 2024 года маршрут № н8 переведён на обслуживание электробусами.

## Маршруты
| №   | Тип        | Напр-ие              | Маршрут                               | Трасса следования | Длина, км |
| --- | ---------- | -------------------- | ------------------------------------- | --- | --------- |
| Б   | Автобус    | кольцевой            | Садовое кольцо (внешний)              | Садовое кольцо (внешний) | 15,8      |
| Бк  | Автобус    | кольцевой            | Садовое кольцо (внутренний)           | Садовое кольцо (внутренний) | 15,4      |
| н1  | Автобус    | север, северо-запад  | Аэропорт Шереметьево — Китай-город    | Шереметьевское шоссе, Авиационная (→ в сторону метро «Китай-город»), Ленинградское шоссе, Ленинградский проспект, 1-я Тверская-Ямская, Тверская, Охотный Ряд, Театральный проезд, Лубянская площадь, Новая площадь, Лубянский проезд (← в сторону аэропорта «Шереметьево»), Славянская площадь | 36,4      |
| н2  | Автобус    | запад                | Беловежская улица — Китай-город       | Беловежская, Можайское шоссе, Кутузовский проспект, Новый Арбат, Воздвиженка, Моховая, Охотный Ряд, Театральный проезд, Новая площадь, Старая площадь, Лубянский проезд (→ в сторону Беловежской улицы), Славянская площадь | 17,7      |
| н3  | Электробус | восток               | Уссурийская улица — Китай-город       | Хабаровская, Уссурийская, Уральская, 9-я Парковая, Первомайская, Измайловское шоссе, Ткацкая, Вельяминовская, Большая Семёновская, Бакунинская, Спартаковская, Старая Басманная, Покровка, Маросейка, Лубянская площадь, Новая площадь (→ в сторону метро «Китай-город»), Славянская площадь | 19,6      |
| н4  | Электробус | восток               | Новокосино — Китай-город              | Никольско-Архангельский проезд, Салтыковская (→ в сторону метро «Китай-город»), Галины Вишневской, Новокосинская, Городецкая, Носовихинское шоссе, Кетчерская, Старый Гай, Вешняковская, Свободный проспект, Зелёный проспект, 2-я Владимирская, шоссе Энтузиастов, Сергия Радонежского, Николоямская, площадь Галины Улановой, Яузская, Солянка, Солянский проезд, Славянская площадь | 21,0      |
| н5  | Автобус    | юг, юго-восток       | Каширское шоссе — МКАД — Китай-город  | Каширское шоссе, Ореховый бульвар, Мусы Джалиля, Хордовый проезд (← в сторону Каширского шоссе), Бесединское шоссе, Люблинская, Перерва, Белореченская, Краснодарская, Краснодонская, Маршала Чуйкова, Зеленодольская (→ в сторону метро «Китай-город»), Волгоградский проспект, Марксистская, Таганская площадь, Нижняя Радищевская (← в сторону Каширского шоссе), Верхняя Радищевская, Яузская, Солянка, Солянский проезд, Славянская площадь Также существуют нерегулярные укороченные рейсы под № н5к, следующие по маршруту: Каширское шоссе — Кузьминки | 27,2      |
| н6  | Электробус | север, северо-восток | Осташковская улица — Китай-город      | Енисейская (← в сторону Осташковской улицы), Широкая, Заревый проезд, проезд Шокальского, Молодцова, Полярная, проезд Дежнёва, Менжинского, Енисейская, Новый Берингов проезд, Радужная, Амундсена, Снежная, проезд Серебрякова, Вильгельма Пика, Сельскохозяйственная, проспект Мира, Останкинский проезд, Академика Королёва, Новомосковская, Шереметьевская, Советской Армии, Самотёчная, Цветной бульвар, Неглинная, Рахмановский переулок, Петровка (→ в сторону метро «Китай-город»), Театральный проезд, Лубянская площадь, Новая площадь, Лубянский проезд (← в сторону Осташковской улицы), Славянская площадь | 23,8      |
| н7  | Автобус    | юго-восток           | 2-й микрорайон Жулебина — Китай-город | Привольная, Саранская, Генерала Кузнецова, Авиаконструктора Миля, Маршала Полубоярова, Новорязанское шоссе, Волгоградский проспект, Ташкентская, Рязанский проспект, Нижегородская, Таганская, Таганская площадь, Нижняя Радищевская (← в сторону 2-го микрорайона Жулебина), Верхняя Радищевская, Яузская, Солянка, Солянский проезд, Славянская площадь | 21,6      |
| н8  | Электробус | юг, юго-запад        | Остафьевская улица — Китай-город      | Остафьевская, Южнобутовская, Проектируемый проезд № 675, Адмирала Лазарева (→ в сторону метро «Китай-город»), Венёвская, бульвар Адмирала Ушакова, Скобелевская, Поляны, Куликовская, Грина, бульвар Дмитрия Донского, Старокачаловская, Коктебельская, Варшавское шоссе, Россошанская (→ в сторону метро «Китай-город»), Академика Янгеля, Чертановская, Симферопольский бульвар, Нахимовский проспект, Коломенский проезд, Каширское шоссе, Варшавское шоссе (← в сторону Остафьевской улицы), Большая Тульская, Подольское шоссе, Павловская, Большая Серпуховская (→ в сторону метро «Китай-город»), Люсиновская (← в сторону Остафьевской улицы), Валовая, Зацепский Вал, Садовническая (→ в сторону метро «Китай-город»), Новокузнецкая, Большой Устьинский мост, Устьинский проезд, площадь Яузские Ворота, Солянка, Солянский проезд, Славянская площадь | 35,4      |
| н9  | Электробус | север, северо-восток | 6-й микрорайон Бибирева — Китай-город | Вологодский проезд, Алтуфьевское шоссе, Лескова, Мурановская, Пришвина, Плещеева, Бибиревская, Декабристов, Хачатуряна, Ботаническая, Академика Королёва, Останкинский проезд, проспект Мира, Сретенка, Большая Лубянка, Лубянская площадь, Новая площадь, Лубянский проезд (← в сторону 6-го микрорайона Бибирева), Славянская площадь | 23,9      |
| н10 | Автобус    | север                | Лобненская улица — Китай-город        | Лобненская, Карельский бульвар, Софьи Ковалевской, Бескудниковский бульвар, Дмитровское шоссе, Бутырская, площадь Савёловского Вокзала (← в сторону Лобненской улицы), Новослободская, Долгоруковская, Малая Дмитровка, Тверская, Охотный Ряд, Театральный проезд, Новая площадь, Лубянский проезд (← в сторону Лобненской улицы), Славянская площадь | 20,1      |
| н11 | Автобус    | юго-запад, запад     | Аэропорт Внуково — Китай-город        | 1-я Рейсовая, 2-я Рейсовая, Вокзальная площадь (← в сторону аэропорта «Внуково»), Центральная, Боровское шоссе, Мичуринский проспект, Никулинская, Покрышкина, проспект Вернадского, 26 Бакинских Комиссаров, Ленинский проспект, Большая Якиманка, Якиманский проезд, Большая Полянка, Серафимовича, Моховая, Охотный Ряд, Театральный проезд, Новая площадь, Лубянский проезд (← в сторону аэропорта «Внуково»), Славянская площадь | 34,7      |
| н12 | Электробус | северо-запад, север  | 8-й микрорайон Митина — Китай-город   | Генерала Белобородова, Дубравная, Митинская, Пятницкое шоссе, 1-й Митинский переулок, Путилковское шоссе, Саломеи Нерис, бульвар Яна Райниса, Химкинский бульвар, Свободы, Волоколамское шоссе, Ленинградский проспект, 1-я Тверская-Ямская, Тверская, Охотный Ряд, Театральный проезд, Новая площадь, Лубянский проезд (← в сторону 8-го микрорайона Митина), Славянская площадь | 29,3      |
| н13 | Автобус    | юг                   | 6-й микрорайон Загорья — Китай-город  | Лебедянская, Липецкая, Загорьевская, Бирюлёвская, Проектируемый проезд № 5108, Элеваторная (в сторону 6-го микрорайона Загорья), Липецкая, Царицынский путепровод, Бакинская, Севанская, Каспийская, Луганская, Пролетарский проспект, Каширское шоссе, Маршала Шестопалова, проспект Андропова, Сайкина, Велозаводская, Симоновский Вал, Новоспасский проезд, Большие Каменщики, Таганская площадь, Нижняя Радищевская (← в сторону 6-го микрорайона Загорья), Верхняя Радищевская, Яузская, Николоямская (← в сторону 6-го микрорайона Загорья), Солянка, Солянский проезд, Славянская площадь | 24,6      |
| н14 | Автобус    | запад, северо-запад  | Молодёжная — Китай-город              | Ярцевская, Оршанская, Академика Павлова, Рублёвское шоссе, Осенний бульвар, Крылатские Холмы, Осенняя, Крылатская, проспект Маршала Жукова, Хорошёвское шоссе, 1905 года, Красная Пресня, Баррикадная, Большая Никитская, Моховая, Театральный проезд, Лубянская площадь, Новая площадь, Лубянский проезд (← в сторону метро «Молодёжная»), Славянская площадь | 21,4      |
| н15 | Автобус    | восток               | Площадь Соловецких Юнг — Китай-город  | Сиреневый бульвар, 15-я Парковая, Щёлковское шоссе, Большая Черкизовская, Преображенская, Стромынка, Русаковская, Краснопрудная, Комсомольская площадь, Каланчёвская, Орликов переулок, Садовая-Черногрязская (← в сторону площади Соловецких Юнг), Мясницкая, Маросейка, Покровка (← в сторону площади Соловецких Юнг), Лубянская площадь (→ в сторону метро «Китай-город»), Новая площадь, Лубянский проезд (← в сторону площади Соловецких Юнг), Славянская площадь | 16,6      |
| н16 | Автобус    | юго-запад, юг        | Проезд Карамзина — Китай-город        | Инессы Арманд, Голубинская, Паустовского, Новоясеневский проспект, Профсоюзная, Миклухо-Маклая, Введенского, Обручева, Севастопольский проспект, Загородное шоссе, Малая Тульская, Большая Тульская, Духовской переулок (← в сторону проезда Карамзина), Мытная, Лестева (→ в сторону метро «Китай-город»), Большая Серпуховская, Люсиновская (← в сторону проезда Карамзина), Пятницкая, Большая Ордынка (← в сторону проезда Карамзина), Большой Москворецкий мост, Варварка, Старая площадь (← в сторону проезда Карамзина), Славянская площадь | 25,1      |

Все автобусы радиальных направлений курсируют с интервалами 30 минут и прибывают к остановке на Славянской площади (у южного выхода метро «Китай-город»), где можно совершить пересадку. Автобусы Б ходят с интервалом 15 минут.

## Пассажиропоток
По состоянию на март 2015 года ежедневно ночными маршрутами пользовались около двух тысяч пассажиров, а за всё время с момента введения данных направлений — 650 тысяч человек.
В сентябре 2017 года было отмечено, что за девять месяцев ночными маршрутами воспользовались 900 тысяч человек.
В июле 2018 года в своём Twitter’е Сергей Собянин рассказал о планах дальнейшего развития ночных маршрутов в Москве, отметив, что во время ЧМ 2018 ночным транспортом воспользовались более 150 тысяч человек.
В 2013 году пассажиропоток составил более 100 тысяч человек, в 2019—920 тысяч, с января по август 2020 — около 600 тысяч, за 2021 — более 1 миллиона, а с 2013 по 2021 год пассажиропоток составил 8,5 млн человек. Среднесуточный пассажиропоток составляет 3,6 тысяч человек.